# NGC 1184
NGC 1184 في الفهرس العام الجديد، هي مجرة، تقع في كوكبة الملتهب. اكتشفت في 16 سبتمبر 1787 بواسطة ويليام هيرشل.

## روابط خارجية
- NGC 1184 على موقع ويكي سكاي: DSS2, SDSS, GALEX, IRAS, Hydrogen α, X-Ray, Astrophoto, Sky Map, Articles and images